# Gitanas Nausėda
Gitanas Nausėda (født 19. maj 1964 i Klaipėda) er en litauisk politiker, økonom og bankmand, der har været Litauens præsident siden 2019. Han var tidligere direktør for pengepolitik i Litauens centralbank fra 1996 til 2000 og cheføkonom i banken SEB bankas fra 2008 til 2018.

## Uddannelse og ungdom
Nausėda studerede økonomi ved Vilnius Universitet fra 1982 til 1989. I 1988 meldte han sig ind i Sovjetunionens kommunistiske parti.
Fra 1990 til 1992 studerede han på universitetet i Mannheim i Tyskland under et DAAD-stipendium. Han forsvarede sin ph.d.-afhandling om indkomstpolitik under inflation og stagflation på Vilnius Universitet i 1993. Fra 2009 har han været lektor ved Handelshøjskolen under Vilnius Universitet.

## Erhvervskarriere
Efter at have afsluttet sine studier arbejdede han fra 1992 til 1993 på Forskningsinstituttet for Økonomi og Privatisering. Fra 1993 til 1994 arbejdede han for det litauiske konkurrenceråd som leder af afdelingen for finansielle markeder. Fra 1994 til 2000 arbejdede han i Litauens centralbank, først i afdelingen, der regulerer kommercielle banker, og senere som direktør for afdelingen for monetær politik. Fra 2000 til 2008 var han cheføkonom og rådgiver for formanden for AB Vilniaus Bankas. Fra 2008 til 2018 var han finansanalytiker samt chefrådgiver og senere cheføkonom for SEB bankas formand.

## Præsidentskab
Den 17. september 2018 annoncerede Nausėda sit kandidatur til det litauiske præsidentvalg i 2019. Han fik næstflest stemmer i første valgrunde med kun 2.000 stemmer færre end den tidligere finansminister Ingrida Šimonytė i første runde og besejrede hende i anden valgrunde med 66 procent af stemmerne.
Nausėda blev officielt indsat som præsident 12. juli 2018. Han nominerede den fungerende premierminister Saulius Skvernelis til at fortsætte som premierminister 18. juli.

## Privatliv
Nausėda har siden 1990 været gift med Diana Nausėdienė. De har to døtre. Ud over sit modersmål litauisk taler Gitanas Nausėda tysk, engelsk og russisk.